# Kołata (Pobiedziska)
Kołata ist ein Dorf der Gemeinde Pobiedziska im Powiat Poznański in der Woiwodschaft Großpolen im westlichen Zentral-Polen mit einem Schulzenamt. Der Ort befindet sich etwa 5 km nordwestlich von Pobiedziska und 23 km nordöstlich der Landeshauptstadt Poznań.

## Geographie
Der Ort grenzt an den Naturpark Puszcza Zielonka.

## Geschichte
Der Ort gehörte nach der Zweiten Teilung Polens 1793 zum Kreis Schroda und ab 4. Januar 1900 zum Kreis Posen-Ost. Das Gemeindelexikon für das Königreich Preußen von 1905 gibt für den Ort unter dem Namen Kolatta 21 bewohnte Häuser auf 511,1 ha Fläche an. Die 178 Bewohner, die sich aus 95 deutschsprechenden Protestanten und 83 polnischsprechenden Katholiken zusammensetzten, teilten sich auf 31 Mehrpersonenhaushalte und zwei Bewohner mit eigenem Haushalt auf. Die evangelische Gemeinde gehörte zum Kirchspiel Jerzykowo die katholische zum Kirchspiel Wronczyn. Für den 1. Januar 1908 wird angegeben, dass der Ort Teil des Polizeidistriktes Pudewitz war. Am 1. Dezember 1910 hatte der Ort 197 Einwohner. Mit der Besetzung durch Deutschland im Zweiten Weltkrieg wurde der Ort am 26. Oktober 1939 von Kolata in Kolatta und anschließend in Pochhammer umbenannt.
In den Jahren 1975 bis 1998 gehörte der Ort zur Woiwodschaft Posen. Zum Schulzenamt gehören auch die Orte Kołatka, Kowalskie und Skorzęcin.